# Predatorː Gyilkosok gyilkosa
A Predator: Gyilkosok gyilkosa (eredeti cím: Predator: Killer of Killers) 2025-ben bemutatott amerikai animációs sci-fi akciófilm Dan Trachtenberg rendezésében. A Predator-filmsorozat 6. része.
Az Amerikai Egyesült Államokban 2025. június 6-án mutatta be a Hulu, nemzetközileg a Disney+ hozta forgalomba.

## Cselekmény
A történet három, az emberiség történelmének legfélelmetesebb harcosát követi nyomon akik idővel szembe kerülnek a Ragadozóvalː
1. Egy viking portyázó nő és fia, akik bosszúhadjáratot hajtanak végre
2. Szamurájok és nindzsák örökösödési harca Japánban.
3. A második világháború alatt játszódó történetben egy pilóta különös földönkívüli fenyegetést észlel és ennek jár utána.

## Szereplők
- Lindsay LaVanchy – Ursa
  - Cherami Leigh – fiatal Ursa
- Louis Ozawa – Kenji és Kiyoshi Kamakami
- Rick Gonzalez – Torres
- Michael Biehn – Vandy
- Doug Cockle – Einar
- Damien Haas – Anders
- Lauren Holt – Freya
- Jeff Leach – Ivar
- Piotr Michael – Gunnar
- Andrew Morgado – Zoran törzsfőnök
- Felix Solis – Torres apja
- Britton Watkins – Predator hadúr

## A film készítése
2024 októberében derült ki, hogy Trachtenberg  titokban készített egy új filmet a Predator franchise-hoz, amelyet a szintén 2025-ös Predator: Halálbolygó előtt fognak bemutatni. 2025 áprilisában nyilvánosságra hozták a film címét és a premier dátumát is. Az animációs munkálatokat a The Third Floor stúdió végezte.